# Cotabambas (tỉnh)
Tỉnh Cotabambas (tiếng Tây Ban Nha: Provincia de Cotabambas) là một tỉnh thuộc vùng Apurímac của Peru. Tỉnh Cotabambas có diện tích 2613 km², dân số thời điểm theo điều tra dân số ngày 11 tháng 7 năm 1993 là 42008 người. Tỉnh lỵ đóng ở Tambobamba.